# US Boulogne
Union Sportive de Boulogne Côte d'Opale, znany jako US Boulogne – francuski klub piłkarski z siedzibą w Boulogne-sur-Mer.

## Historia
Klub został założony w 1898 roku przez Anglików odwiedzających tamte tereny. Największym sukcesem drużyny jest dotarcie do półfinału Pucharu Francji w 1937 roku oraz do ćwierćfinału w 2005 roku. W sezonie 2008/09 klub zajął trzecie miejsce w rozgrywkach Ligue 2 i awansował do pierwszej ligi.
Wychowankiem tego klubu jest Franck Ribéry.

## Reprezentanci kraju grający w klubie
- Jan Banaś
- Yves Triantafilos
- Franck Ribéry
- Bernard Pardo
- Olivier Kapo
- Daniel Moreira
- N'Golo Kante
- Lazar Tasić
- Jean Vivien Bantsimba
- Matt Moussilou
- Jawad El Hajri
- Jimmy Kebe
- Bakary Soumare
- Lionel Bah
- Christian Kinkela
- Hakim Saci
- Mickaël Dogbé

## Trenerzy od początku lat 90.
| Lata urzędowania | Imię i nazwisko    |
| 1990-1992        | Bernard Soulliez   |
| 1992-1994        | Richard Ellena     |
| 1994-1996        | Pascal Langlois    |
| 1996-1997        | Bruno Dupuis       |
| 1997-1998        | Alex Dupont        |
| 1998-1999        | Robert Dewilder    |
| 1999-2001        | Bruno Dupuis       |
| 2001-2003        | Jacky Colinet      |
| 2003             | Pascal Langlois    |
| 2003-2004        | Bobby Brown        |
| 2004             | Bruno Dupuis       |
| 2004-2009        | Philippe Montanier |